# Власов Роман Андрійович
Роман Андрійович Власов  (рос. Роман Андреевич Власов, 6 жовтня 1990) — російський борець греко-римського стилю, дворазовий олімпійський чемпіон, чемпіон Європи, чемпіон світу. Путінст, публічно підтримав напад росії на Україну.

## Спортивні результати на міжнародних змаганнях

### Виступи на Олімпіадах
| Змагання                    | Збірна | Вагова категорія                 | Місце  |
| --------------------------- | ------ | -------------------------------- | ------ |
| Літні Олімпійські ігри 2012 | Росія  | греко-римська боротьба, до 74 кг | Золото |
| Літні Олімпійські ігри 2016 | Росія  | греко-римська боротьба, до 75 кг | Золото |

### Виступи на Чемпіонатах світу
| Змагання                        | Збірна | Вагова категорія                 | Місце  |
| ------------------------------- | ------ | -------------------------------- | ------ |
| Чемпіонат світу з боротьби 2011 | Росія  | греко-римська боротьба, до 74 кг | Золото |
| Чемпіонат світу з боротьби 2013 | Росія  | греко-римська боротьба, до 74 кг | Срібло |
| Чемпіонат світу з боротьби 2014 | Росія  | греко-римська боротьба, до 75 кг | 12     |
| Чемпіонат світу з боротьби 2015 | Росія  | греко-римська боротьба, до 75 кг | Золото |
| Чемпіонат світу з боротьби 2017 | Росія  | греко-римська боротьба, до 80 кг | 20     |
| Чемпіонат світу з боротьби 2019 | Росія  | греко-римська боротьба, до 77 кг | 8      |

### Виступи на Чемпіонатах Європи
| Змагання                         | Збірна | Вагова категорія                 | Місце  |
| -------------------------------- | ------ | -------------------------------- | ------ |
| Чемпіонат Європи з боротьби 2011 | Росія  | греко-римська боротьба, до 74 кг | Бронза |
| Чемпіонат Європи з боротьби 2012 | Росія  | греко-римська боротьба, до 74 кг | Золото |
| Чемпіонат Європи з боротьби 2013 | Росія  | греко-римська боротьба, до 74 кг | Золото |
| Чемпіонат Європи з боротьби 2018 | Росія  | греко-римська боротьба, до 77 кг | Золото |
| Чемпіонат Європи з боротьби 2019 | Росія  | греко-римська боротьба, до 77 кг | Золото |

### Виступи на Кубках світу
| Змагання                    | Збірна | Вагова категорія                 | Місце  |
| --------------------------- | ------ | -------------------------------- | ------ |
| Кубок світу з боротьби 2011 | Росія  | греко-римська боротьба, до 74 кг | Бронза |
| Кубок світу з боротьби 2013 | Росія  | греко-римська боротьба, до 74 кг | Бронза |
| Кубок світу з боротьби 2014 | Росія  | греко-римська боротьба, до 75 кг | Срібло |
| Кубок світу з боротьби 2015 | Росія  | греко-римська боротьба, до 75 кг | Срібло |
| Кубок світу з боротьби 2017 | Росія  | греко-римська боротьба, до 75 кг | Золото |
| Кубок світу з боротьби 2020 | Росія  | греко-римська боротьба, до 77 кг | Золото |

### Виступи на інших змаганнях
| Змагання                                 | Збірна | Вагова категорія                 | Місце  |
| ---------------------------------------- | ------ | -------------------------------- | ------ |
| Турнір Івана Піддубного 2011             | Росія  | греко-римська боротьба, до 74 кг | Золото |
| Кубок Владислава Пітласинські 2011       | Росія  | греко-римська боротьба, до 74 кг | Золото |
| Кубок Хапаранди з боротьби 2011          | Росія  | греко-римська боротьба, до 74 кг | Золото |
| Турнір Івана Піддубного 2012             | Росія  | греко-римська боротьба, до 74 кг | Золото |
| Тор Мастерс 2012                         | Росія  | греко-римська боротьба, до 74 кг | Золото |
| Кубок Владислава Пітласинські 2012       | Росія  | греко-римська боротьба, до 74 кг | Золото |
| Турнір Івана Піддубного 2013             | Росія  | греко-римська боротьба, до 74 кг | Золото |
| Літня Універсіада 2013                   | Росія  | греко-римська боротьба, до 74 кг | Золото |
| Кубок Бразилії з боротьби 2013           | Росія  | греко-римська боротьба, до 74 кг | Золото |
| Турнір Івана Піддубного 2014             | Росія  | греко-римська боротьба, до 75 кг | Срібло |
| Кубок Владислава Пітласинські 2015       | Росія  | греко-римська боротьба, до 75 кг | Золото |
| Турнір Івана Піддубного 2016             | Росія  | греко-римська боротьба, до 75 кг | Срібло |
| Гран-прі Іспанії з боротьби 2016         | Росія  | греко-римська боротьба, до 75 кг | Золото |
| Чемпіонат Росії з боротьби 2017          | Росія  | греко-римська боротьба, до 80 кг | Золото |
| Клубний чемпіонат світу з боротьби 2017  | Росія  | команда                          | Золото |
| Турнір Івана Піддубного 2018             | Росія  | греко-римська боротьба, до 77 кг | Золото |
| Меморіал Кристьяна Палусалу 2018         | Росія  | греко-римська боротьба, до 77 кг | Золото |
| Чемпіонат Росії з боротьби 2019          | Росія  | греко-римська боротьба, до 77 кг | Золото |
| Турнір Дана Колова — Николи Петрова 2019 | Росія  | греко-римська боротьба, до 77 кг | Срібло |
| Гран-прі Німеччини з боротьби 2019       | Росія  | греко-римська боротьба, до 77 кг | Золото |
| Кубок Алроси 2019                        | Росія  | Multiple Style Event, G77        | Золото |
| Кубок Алроси 2019                        | Росія  | Multiple Style Event, команда    | Золото |
| Кубок Росії 2020                         | Росія  | греко-римська боротьба, до 77 кг | Золото |

### Виступи на змаганнях молодших вікових груп
| Змагання                                                 | Збірна | Вагова категорія                 | Місце  |
| -------------------------------------------------------- | ------ | -------------------------------- | ------ |
| Кубок Федерації боротьби Азербайджану серед юніорів 2009 | Росія  | греко-римська боротьба, до 74 кг | Бронза |
| Чемпіонат світу з боротьби серед юніорів 2010            | Росія  | греко-римська боротьба, до 74 кг | Золото |
| Чемпіонат Європи з боротьби серед кадетів 2006           | Росія  | греко-римська боротьба, до 46 кг | Золото |
| Чемпіонат Європи з боротьби серед кадетів 2007           | Росія  | греко-римська боротьба, до 54 кг | Золото |